# Maxime Zianveni
Maxime Zianveni, né le 29 décembre 1979 à Nancy, est un joueur et entraîneur franco-centrafricain de basket-ball.

## Biographie
Formé à Nancy, Maxime Zianveni y joue pendant dix années. Ses statistiques n'ont cessé d'évoluer au cours de sa carrière le rendant indispensable au SLUC et devenant un des meilleurs joueurs de Pro A. Connu au début de sa carrière pour son jeu défensif et ses contres, il devient un des meilleurs marqueurs du championnat de France. Sa détente et ses actions aériennes (dunks) lui valent le surnom d'Airmax.
Après la saison 2006 et sa deuxième finale perdue, il souhaite quitter le club. Encore sous contrat, il reste une saison de plus malgré lui et vendange la première moitié de la saison expliquant la chute de ses statistiques. Après avoir aidé le club à atteindre pour la troisième fois de suite la finale du championnat de France qu'il perd de nouveau, il décide d'engager un bras de fer avec le président du club pour que celui-ci annule son contrat, en ne se présentant pas aux entraînements lors de la reprise pour la saison 2007-2008. Après une courte négociation, le SLUC décide de le libérer sous différentes conditions notamment une l'interdisant de jouer en France pour cette nouvelle saison.
Pendant la première partie de la saison 2007-2008, il est à l'essai dans plusieurs clubs et signe à l'AEL Limassol en décembre pour le reste de la saison. À la suite de son départ de son dernier club chypriote, en janvier 2009, il fait son retour en France, en signant au Hyères Toulon Var Basket. Son passage au HTV est moyennement convaincant. Au début de la saison 2009-2010, il ne trouve pas de club et signe en novembre, après avoir baissé son salaire, à l'Élan sportif chalonnais de Chalon-sur-Saône en Pro A. Lors de la saison 2010-2011, il joue au Havre avec des statistiques en forte baisse. Il signe au Hyères Toulon Var Basket pour l'exercice 2011-2012, mais signe finalement un contrat avec Strasbourg juste avant le premier match de la saison.
Il est sixième du Championnat d'Afrique de basket-ball 2011 avec la sélection centrafricaine.
En novembre 2013, Maxime Zianveni signe son retour à Nancy, son club formateur. Il signe pour la saison 2015-2016 à Charleville-Mézières.
Zianveni devient entraîneur du Cannet en avril 2020.
Il est entraîneur de l'équipe nationale de République centrafricaine depuis 2021.
Ziaveni revient au SLUC Nancy, qui évolue alors en première division, pour la saison 2022-2023, en tant qu'adjoint de l'entraîneur Sylvain Lautié,. En mai ,2024, il annonce qu'il quitte le club, après deux ans de service sur le banc du Sluc Nancy Basket.

## Clubs

### Joueur
- 1997-2007 :  SLUC Nancy (Pro A)
- 2007-2008 :  AEL Limassol (1er division)
- 2008-2009 :  APOEL Nicosie (1er division)
- 2008-2009 :  Hyères-Toulon VB (Pro A)
- 2009-2010 :  Élan chalonnais (Pro A)
- 2010-2011 :  STB Le Havre (Pro A)
- 2011-2013 :  Strasbourg IG (Pro A)
- Oct. 2013-Nov. 2013 :  Champagne Châlons-Reims (Pro B)
- Nov.2013-2015 :  SLUC Nancy (Pro A)
- 2015-2016 :  Étoile de Charleville-Mézières (Pro B)
- 2016-2017 :  Boulazac BD (Pro B)
- 2017-2020 :  Le Cannet CAB (Nationale 2)

### Entraîneur
- 2017-2020 :  Le Cannet CAB (Nationale 2)

## Palmarès
- 1997 : finaliste de la coupe de France avec le SLUC Nancy
- 2002 : vainqueur de la Coupe Korać avec le SLUC Nancy
- 2005 : vainqueur de la semaine des As avec le SLUC Nancy
- 2005 : vice-champion de France Pro A avec le SLUC Nancy
- 2006 : vice-champion de France Pro A avec le SLUC Nancy
- 2007 : vice-champion de France Pro A avec le SLUC Nancy
- 2013 : finaliste du Championnat de France de Pro A 2013 avec Strasbourg